# Verdienstmedaille des Ministeriums für Staatssicherheit

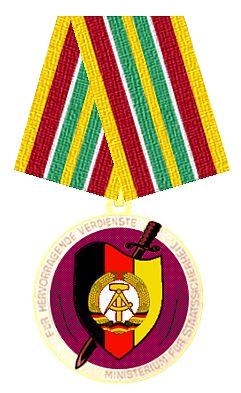
Avers des 4. Prototypes der Verdienstmedaille des MfS (Grafische Darstellung)

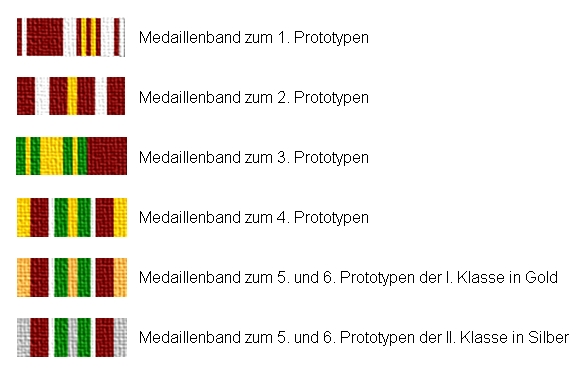
Ordensbänder zu allen Prototypen der Verdienstmedaille des MfS

Die Verdienstmedaille des Ministeriums für Staatssicherheit war in der Deutschen Demokratischen Republik (DDR) eine geplante, aber nicht mehr realisierte nichtstaatliche Auszeichnung des Ministeriums für Staatssicherheit, welche mit Hinblick auf den 40. Jahrestag der Gründung des MfS am 8. Februar 1990 für hervorragende Verdienste im MfS verliehen werden sollte. Allerdings war das MfS zu diesem Zeitpunkt bereits aufgelöst, so dass keine Stiftung oder Verleihung der Verdienstmedaille mehr erfolgen konnte. Die Vorbereitungen, welche zur Schaffung der Auszeichnung führen sollten, waren jedoch schon so weit gediehen, dass von dieser Medaille sechs Mustertypen angefertigt worden sind, die ein- oder mehrklassig zur Verleihung gekommen wären. Getragen worden wäre sie an der linken oberen Brustseite des Beliehenen.

## Medaille des Ersten Prototyps
Die geplante einklassige Medaille mit einem Durchmesser von 43,7 mm hat die Form eines bronzefarbenen fünfstrahligen Sterns, dessen Strahlenzwischenräume mit Strahlenbündeln ausgefüllt sind, auf dem sich wiederum ein Wappenschild wiederfindet. Auf diesen Wappenschilden sind gekreuzte Lorbeerzweige erkennbar. Das runde violette Medaillon der Medaille wird von einem Schriftring mit der Umschrift FÜR HERVORRAGENDE VERDIENSTE MINISTERIUM FÜR STAATSSICHERHEIT umschlossen und zeigt mittig das bekannte Logo des MfS, einen farbigen Schwarz-Rot-Goldenen Schild mit dem Staatswappen der DDR mit dem dahinter liegenden Dolch. Das Revers zeigt das Staatswappen der DDR sowie die Umschrift: FÜR DEN SCHUTZ DER ARBEITER-UND-BAUERN-MACHT. Getragen werden sollte die Medaille an einer 24 mm breiten pentagonalen Spange mit der Farbanordnung (von links nach rechts): Weinrot (1 mm) – Weiß (1 mm) – Weinrot (8 mm) – Weiß (3 mm) – Weinrot (1 mm) – Gelb (1 mm) – Weinrot (1 mm) – Gelb (1 mm) – Weinrot (1 mm) – Weiß (3 mm) – Weinrot (1 mm) – Weiß (2 mm). Die dazugehörige 24 mm breite und 13 mm hohe Interimspange ist von gleicher Beschaffenheit.

## Medaille des Zweiten Prototyps
Der Zweite Prototyp der einklassigen Medaille gleicht dem Ersten Typ und unterscheidet sich nur in seinem Ordensband. Die pentagonale Spange ist 24 mm breit und die Farbkombination (von links nach rechts): Weinrot (4 mm) – Weiß (3 mm) – Weinrot (4 mm) – Gelb (2 mm) – Weinrot (4 mm) – Weiß (3 mm) – Weinrot (4 mm). Die dazugehörige 24 mm breite und 13 mm hohe Interimspange ist von gleicher Beschaffenheit.

## Medaille des Dritten Prototyps
Der dritte Entwurf der einklassig geplanten Medaille ist rund und hat einen Durchmesser von 35,3 mm. Sie zeigt auf ihrem Avers innerhalb des weißen Schriftringes mit der Umschrift FÜR HERVORRAGENDE VERDIENSTE MINISTERIUM FÜR STAATSSICHERHEIT auf violetten Grund das Symbol des MfS, einen Schwarz-Rot-Goldenen Schild mit dem Staatswappen der DDR mit dem dahinterliegenden Dolch sowie zwei flankierende Lorbeerzweige links und rechts davon. Der Dolch ragt dabei sowohl oben als auch unten in den Schriftring hinein. Getragen werden sollte auch diese Medaille an einer 24 mm breiten pentagonalen Spange mit der Farbkombination (von links nach rechts): Grün (2 mm) – Gelb (1 mm) – Grün (2 mm) – Gelb (5 mm) – Grün (2 mm) – Gelb (1 mm) – Grün (2 mm) – Weinrot (9 mm). Die dazugehörige 24 mm breite und 13 mm hohe Interimspange ist von gleicher Beschaffenheit.

## Medaille des Vierten Prototyps
Der vierte Prototyp der Medaille, ebenfalls einklassig geplant, lehnt sich an das Aussehen des dritten Prototypes an, jedoch weist die Medaille nur einen Durchmesser von 34,6 mm auf und ist somit 0,7 mm kleiner als das Vorgängermodell. Das veränderte farbige Ordensband an der pentagonalen Spange ist 24 mm breit und hat folgende Farbkombination (von links nach rechts): Gelb (3 mm) – Weinrot (4 mm) – Weiß (1 mm) – Grün (3 mm) – Gelb (2 mm) – Grün (3 mm) – Weiß (1 mm) – Weinrot (4 mm) – Gelb (3 mm). Die dazugehörige 24 mm breite und 13 mm hohe Interimspange ist von gleicher Beschaffenheit.

## Medaille des Fünften Prototyps
Die geplante Medaille sollte drei Klassen bekommen, hat einen Durchmesser von 34,6 mm und ist mit dem Vierten Prototyp nahezu identisch. Einzige farbiges Element, in der ansonsten bronzenen, silbernen oder vergoldeten Medaille, ist der farbige Schwarz-Rot-Goldene Schild mit dem dahinter liegenden Dolch in Farbe der verliehenen Klasse. Das Ordensband an der pentagonalen Spange ist 24 mm breit und hat folgende Farbkombination (von links nach rechts): Orange (3 mm) – Weinrot (4 mm) – Weiß (1 mm) – Grün (3 mm) – Orange (2 mm) – Grün (3 mm) – Weiß (1 mm) – Weinrot (4 mm) – Orange (3 mm). Die dazugehörige 24 mm breite und 13 mm hohe Interimspange ist von gleicher Beschaffenheit.

## Medaille des Sechsten Prototyps
Die ebenfalls dreiklassig geplante Medaille gleicht dem Fünften Prototyp, hat jedoch einen rot lackierten Schriftring. Nur der Innenteil der Medaille ist, entsprechend der verliehenen Klasse, bronzen, silbern oder vergoldet. Der farbig emaillierte Schild gleicht dem Vorgängermodell, nur das Staatswappen sowie der dahinterliegende Dolch sind entsprechend der verliehenen Klasse ebenfalls bronze, silbern oder golden. Das pentagonale 24 mm breite Ordensband der 2. Klasse in Silber hat folgende Farbkombination (von links nach rechts): Silbergrau (3 mm) – Weinrot (4 mm) – Weiß (1 mm) – Grün (3 mm) – Silbergrau (2 mm) – Grün (3 mm) – Weiß (1 mm) – Weinrot (4 mm) – Silbergrau (3 mm). Die dazugehörige 24 mm breite und 13 mm hohe Interimspange ist von gleicher Beschaffenheit.

## Sonstiges
Die wenigen Probemuster, die sich im Umlauf befinden, werden auf dem freien Markt derzeit (Stand 2008) von 1200 bis 1800 Euro gehandelt.